# Chiesa di Sant'Andrea (Padova)
La chiesa di Sant'Andrea è un edificio religioso che si innalza in contrà Sant'Andrea, a Padova. L'edificio è il risultato di una serie di notevoli trasformazioni di una chiesa del XII secolo. Conserva ancora il titolo di prepositura.

## Storia
La chiesa compare già in alcuni documenti del XII secolo, ma l'area su cui sorge, ricca di reperti archeologici, potrebbe ricollegarla ad un'origine altomedievale. Nel 1178 è definita parrocchiale. L'edificio a una sola nave, con facciata rivolta a ponente, nel XV secolo era dotato di cinque altari e di cimitero. Nel 1614 la chiesa cambiò orientamento, la facciata fu aperta sulla primitiva fiancata e il presbiterio fu posto a settentrione. Con i decreti ecclesiastici napoleonici vi confluirono, verso il 1810 la parrocchia di San Martino e la parrocchia di San Matteo e con esse i beni artistici delle chiese. Nel 1875, sotto il preposito Andrea Sacchetto, la chiesa fu suddivisa in tre navate e decorata secondo il particolare gusto dell'epoca. Con i lavori, che si conclusero nel 1884, si dispersero molte opere già presenti nella chiesa. Alcuni restauri si attuarono negli anni venti del Novecento, quando si costruì anche il nuovo campanile. La chiesa fu riconsacrata il 17 ottobre 1941.
Nella chiesa è sepolto Domenico Lazzarini esimio letterato (morto nel 1743), il nobile Giovanni Cavaccio pure letterato, ed Alessandro Carriero, già prevosto di Sant'Andrea, storico e giureconsulto del XVI secolo.
La chiesa era sede della fraglia dei pescivendoli dove avevano la possibilità di fruire di un sepolcreto comune.
Arrigo Boito fu battezzato nella chiesa il 19 marzo 1842.
La chiesa è prepositurale, parrocchiale appartenente al vicariato della cattedrale. Vi dipende l'oratorio di Santa Maria "della Stua" di palazzo Cittadella.
L'edificio è stato danneggiato dal sisma del 3 giugno 2012.
Alle porte della chiesa, su un piccolo sagrato si innalza il monumento della "gatta", ricostruito ripetutamente dopo vari danneggiamenti (il più recente nel 2013, da urto di veicolo stradale).

## Descrizione

### Esterno
La facciata, rivolta a meridione, è costruita sul gusto neolombardesco. Nelle due ali laterali, in corrispondenza delle navate, si aprono due grandi monofore. La sezione centrale, corrispondente alla navata maggiore, presenta due ordini sovrapposti, divisi da trabeazione. Nell'ordine inferiore, si aprono tre portali di cui, quello maggiore è sormontato da una lunetta dal gusto rinascimentale che racchiude un affresco alquanto deteriorato. Nell'ordine superiore, vi è al centro una grande trifora con, ai lati due nicchie e sopra, un sottile timpano modanato.
Sulla fiancata sinistra è in parte individuabile la vecchia facciata del XII secolo, di cui restano tracce di paraste e di un grande rosone. È pure visibile il campanile, rifatto in stile neorinascimentale agli inizi del Novecento.

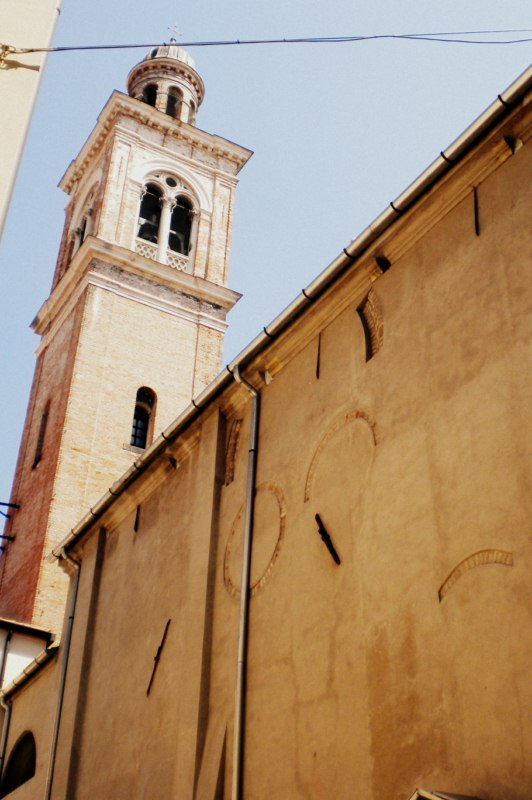
La vecchia facciata del XII secolo e il campanile.

### Interno
L'interno della chiesa è suddivisa in tre navate da arcate sorrette da colonne corinzie. Il soffitto è decorato da dipinti di Antonio Grinzato, ma prima degli interventi ottocenteschi mostrava L'apoteosi di Sant'Andrea di Giambattista Mengardi. Sul presbieterio, chiuso da un'abside semicircolare, è posto l'altare maggiore: già nella demolita chiesa di San Marco è impreziosito da tre formelle marmoree (Sacrificio di Isacco, Cena di Emmaus, L'agnello Pasquale) opere di Francesco Bonazza. 
Nelle navate e sugli altari laterali (splendido quello del XVII secolo coronato da angeli) sono poste opere di varia provenienza e datazione. Spicca il san Francesco Saverio intercede per un miracolo di Natale Plache (dalla chiesa dei Gesuiti demolita alla fine del Settecento) e il san Martino in gloria del XVII secolo già pala dell'altare maggiore della chiesa di San Martino. Nella cappella dell'Immacolata, lungo le parati, sono poste due tele cinquecentesche raffiguranti L'adorazione dei magi e L'adorazione dei pastori quest'ultima reca pure il ritratto del committente.

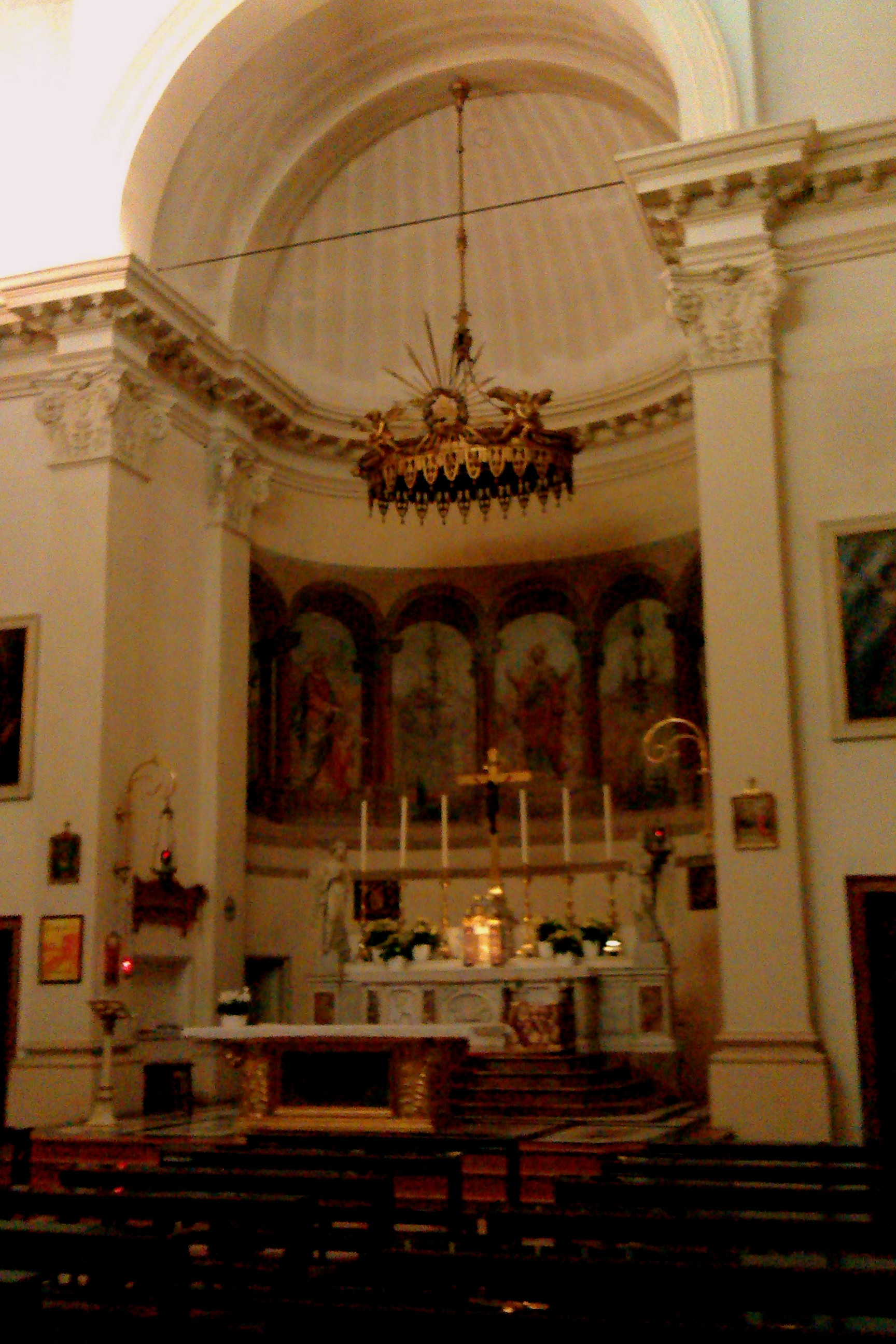
Il presbiterio con l'altare maggiore

Sopra la bussola d'ingresso, in controfacciata, si trova l'organo a canne, costruito nel 1962 dalla ditta organaria L'Organaria e ampliato dalla medesima negli anni settanta. Lo strumento, a trasmissione integralmente elettrica, ha due tastiere di 61 note ciascuna ed una pedaliera concavo-radiale di 32.